# Preindoeurópai nyelvek
A preindoeurópai nyelvek azon (egymással nem feltétlenül rokonítható) nyelvek gyűjtőneve, amelyeket Európában és Dél-Ázsiában beszéltek az indoeurópai nyelveket beszélő népek megjelenése előtt.
Némelyikük létezése csak az indoeurópai nyelvek szubsztrátumai alapján valószínűsíthető, másoknak (pl. etruszk, minószi, ibér) írásos nyomai is fennmaradtak, amelyek gyakran a bronzkorig nyúlnak vissza.
Az egyetlen, mai napig fennmaradt preindoeurópai nyelv a baszk.

## Fordítás
- Ez a szócikk részben vagy egészben  a   Pre-Indo-European languages című angol Wikipédia-szócikk ezen változatának fordításán alapul.  Az eredeti cikk szerkesztőit annak laptörténete sorolja fel. Ez a jelzés csupán a megfogalmazás eredetét és a szerzői jogokat jelzi, nem szolgál a cikkben szereplő információk forrásmegjelöléseként.